# Christian Poulsen
Christian Bager Poulsen (ur. 28 lutego 1980 w Asnæs) – duński piłkarz, który grał na pozycji defensywnego pomocnika. W latach 2001–2012 Reprezentant Danii.

## Kariera klubowa
Poulsen jest zdobywcą Pucharu Ligi Niemieckiej w 2005 roku, wicemistrzem Bundesligi w sezonie 2004/05 (z FC Schalke 04), dwukrotnym zdobywcą Pucharu UEFA w latach 2006 i 2007, ćwierćfinalistą EURO 2004 (z reprezentacją Danii). Poprzednio grał w klubach: Holbæk B&I, FC København, Schalke 04 Gelsenkirchen, Sevilla FC, Juventus F.C., Liverpool F.C.
12 sierpnia 2010 Poulsen podpisał kontrakt z Liverpoolem, który opiewał na 4,5 mln funtów. Otrzymał koszulkę z numerem 28.
30 sierpnia 2011 Liverpool wyraził zgodę na transfer do francuskiego klubu Evian Thonon Gaillard, co otworzyło drogę do rozmów w sprawie indywidualnego kontraktu Duńczyka. Dzień później stał się zawodnikiem francuskiego klubu.
| Sezon   | Klub           | Kraj      | Rozgrywki      | Mecze | Bramki |
| ------- | -------------- | --------- | -------------- | ----- | ------ |
| 2000/01 | FC København   | Dania     | SAS Ligaen     | 14    | 2      |
| 2001/02 | FC København   | Dania     | SAS Ligaen     | 30    | 9      |
| 2002/03 | FC Schalke 04  | Niemcy    | Bundesliga     | 24    | 1      |
| 2003/04 | FC Schalke 04  | Niemcy    | Bundesliga     | 27    | 0      |
| 2004/05 | FC Schalke 04  | Niemcy    | Bundesliga     | 32    | 0      |
| 2005/06 | FC Schalke 04  | Niemcy    | Bundesliga     | 28    | 2      |
| 2006/07 | Sevilla FC     | Hiszpania | Liga BBVA      | 33    | 1      |
| 2007/08 | Sevilla FC     | Hiszpania | Liga BBVA      | 29    | 3      |
| 2008/09 | Juventus F.C.  | Włochy    | Serie A        | 23    | 1      |
| 2009/10 | Juventus F.C.  | Włochy    | Serie A        | 25    | 0      |
| 2010/11 | Liverpool F.C. | Anglia    | Premier League | 12    | 0      |
| 2011/12 | Evian TG       | Francja   | Ligue 1        | 24    | 0      |
| 2012/13 | AFC Ajax       | Holandia  | Eredivisie     | 48    | 16     |
| 2013/14 | AFC Ajax       | Holandia  | Eredivisie     | 48    | 16     |
| 2014/15 | FC København   | Dania     | SAS Ligaen     | 16    | 1      |

Stan na: 29 czerwca 2023 r.

## Kariera reprezentacja
Podczas Mistrzostw Europy 2004 14 czerwca w pierwszym meczu fazy grupowej po remisie 0:0 z Włochami, duńska telewizja pokazała, że Christian Poulsen został opluty przez włoskiego rozgrywającego Francesco Tottiego. Totti otrzymał zakaz trzech meczów i udzielił „pełnych publicznych przeprosin”, po tym, jak zawiódł w swoim twierdzeniu, że został sprowokowany przez Poulsena. Włochy zostały następnie wyeliminowane z turnieju w fazie grupowej i zajęły 3. miejsce w grupie. Dania awansowała z drugiego miejsca w grupie do ćwierćfinału gdzie przegrała z Czechami 0:3 po dwóch golach Milana Baroša i jednej Jana Kollera.
2 czerwca 2007 podczas meczu eliminacyjnego do mistrzostw Europy (Dania – Szwecja) uderzył pięścią w brzuch Markusa Rosenberga we własnym polu karnym, przy stanie 3:3 (wcześniej Szwecja prowadziła już 3:0). Arbiter spotkania pokazał Duńczykowi czerwony kartonik, a chwilę później na murawę wbiegł kibic, starając się zaatakować sędziego. Sędzia przerwał mecz w 89. minucie i pierwotnie przyznał zwycięstwo walkowerem dla Szwecji.